# Kegelita
La kegelita es un mineral de la clase de los filosilicatos. Fue descubierta en 1975 en las minas de Tsumeb, en la región de Oshikoto (Namibia), siendo nombrada así en honor de Friedrich W. Kegel, que fue director de la explotación de la mina Tsumeb durante la época colonial.

## Características químicas
Es un filosilicato hidroxilado y complejo, pues además del anión de sílice lleva otros dos aniones de sulfato y de carbonato, teniendo como cationes el plomo y el aluminio. Además, es común que lleve en su fórmula como impurezas cobre y H2O.

## Formación y yacimientos
Aparece en las zonas de oxidación más profundas de la mina, en un yacimiento polimetálico.
Suele encontrarse asociado a otros minerales como: cuarzo, galena, mimetita, hematita, leadhillita, anglesita, fleischerita, melanotequita o alamosita.